# Primera División de España 2005-06
La temporada 2005/06 de la Primera División de España de fútbol (75.ª edición) comenzó el 27 de agosto de 2005 y concluyó el 20 de mayo de 2006, con la disputa del partido atrasado entre el Athletic Club y el F. C. Barcelona, intranscendente ya para la clasificación final. 
El F. C. Barcelona consiguió revalidar el título conseguido la temporada anterior, y junto a su segunda Champions, logró también su segundo doblete Liga-Liga de Campeones.
El campeón cantó el alirón durante el descanso de su propio partido, merced a la derrota del Valencia CF frente al RCD Mallorca. El CA Osasuna consiguió su primera clasificación para la Liga de Campeones de la UEFA, y el Celta de Vigo logró clasificarse para la Copa de la UEFA con la condición de recién ascendido, siendo la séptima vez que ocurre en la liga. El Málaga CF, el Cádiz CF y el Deportivo Alavés no consiguieron la permanencia en la categoría y descendieron a la segunda división española.

## Equipos participantes y estadios
Tomaron parte en la competición veinte equipos.

### Ascensos y descensos
| Pos. | Descendidos a 2.ª División |
| ---- | -------------------------- |
| 18.º | Levante U. D.              |
| 19.º | C. D. Numancia de Soria    |
| 20.º | Albacete Balompié          |

| Pos. | Ascendidos de 2.ª División |
| ---- | -------------------------- |
| 1.º  | Cádiz C. F.                |
| 2.º  | R. C. Celta de Vigo        |
| 3.º  | Deportivo Alavés           |

| Equipo                           | Ciudad            | Estadio                |
| -------------------------------- | ----------------- | ---------------------- |
| Deportivo Alavés                 | Vitoria           | Mendizorroza           |
| Athletic Club                    | Bilbao            | San Mamés              |
| Club Atlético de Madrid          | Madrid            | Vicente Calderón       |
| Fútbol Club Barcelona            | Barcelona         | Camp Nou               |
| Real Betis Balompié              | Sevilla           | Manuel Ruiz de Lopera  |
| Cádiz Club de Fútbol             | Cádiz             | Ramón de Carranza      |
| Real Club Celta de Vigo          | Vigo              | Balaídos               |
| Real Club Deportivo de La Coruña | La Coruña         | Riazor                 |
| Real Club Deportivo Espanyol     | Barcelona         | Olímpic Lluís Companys |
| Getafe Club de Fútbol            | Getafe            | Coliseum Alfonso Pérez |
| Málaga Club de Fútbol            | Málaga            | La Rosaleda            |
| Real Club Deportivo Mallorca     | Palma de Mallorca | Son Moix               |
| Club Atlético Osasuna            | Pamplona          | Reyno de Navarra       |
| Real Racing Club de Santander    | Santander         | El Sardinero           |
| Real Madrid Club de Fútbol       | Madrid            | Santiago Bernabéu      |
| Real Sociedad de Fútbol          | San Sebastián     | Anoeta                 |
| Sevilla Fútbol Club              | Sevilla           | Ramón Sánchez Pizjuán  |
| Valencia Club de Fútbol          | Valencia          | Mestalla               |
| Villarreal Club de Fútbol        | Villarreal        | El Madrigal            |
| Real Zaragoza                    | Zaragoza          | La Romareda            |

## Crónica

### Campeonato
Terminó el campeonato anterior con el F. C. Barcelona ganando finalmente un duro pulso con el Real Madrid, y en el parón veraniego se vislumbraba que los dos grandes clubes del fútbol español se preparaban para volver a competir por la Liga. Igualmente, el resto de equipos se reforzó para mejorar sus papeles en Liga y en Europa, donde los resultados de los clubes españoles fueron notablemente peores que los del año anterior.
Los madridistas, después de dos años sin títulos, se encomendaron al fútbol brasileño. Continuaba Vanderlei Luxemburgo en el banquillo, y a Ronaldo y Roberto Carlos se les sumaron los fichajes de Júlio Baptista y Robinho. Junto con las altas de Carlos Diogo, Pablo García y Sergio Ramos -mediante el pago la cláusula de rescisión, pues el Sevilla FC siempre rechazó negociar por su joven estrella-, Cicinho y Antonio Cassano, Florentino Pérez desembolsó la cifra récord de 92 millones de euros con la vista en ganar algún título. Con cinco jugadores brasileños, el Madrid de Luxemburgo fue conocido como el Real Brasil. Dejó el club blanco Luís Figo, el primer "galáctico", descartado por el técnico brasileño. Fue al Inter de Milán junto con Walter Samuel, el fichaje más caro del verano anterior, que no logró adaptarse al fútbol español. El "galáctico" de 2004, Michael Owen, también dejaba el Madrid para volver a Inglaterra solo un año después de llegar, concretamente al Newcastle.
En cambio, la pretemporada del Barcelona no tuvo sobresaltos. Solo fue notable la baja de Gerard, que no renovó su contrato y partió rumbo a Mónaco. Con un equipo asentado y dominador en España, los azulgrana se pusieron como objetivo ganar la Liga de Campeones. Llegaron a coste cero Mark van Bommel, capitán y líder del PSV Eindhoven que llegó hasta las semifinales de la anterior Champions League, y el delantero del Athletic Santi Ezquerro. A ellos habría que sumar la irrupción del canterano Lionel Messi, campeón y mejor jugador del Mundial sub-20. El caso del argentino fue polémico, pues para el nuevo campeonato LaLiga redujo de cuatro a tres el número máximo de extracomunitarios en las plantillas de los clubes (cubierto en el Barcelona por Márquez, Ronaldinho y Samuel Eto'o), lo que obligó a Messi a no jugar con el primer equipo, pese a tener contrato de jugador profesional, hasta que obtuvo la nacionalidad española con la Liga ya empezada.
El Valencia, tras una mala temporada, apostó por Quique Sánchez Flores, que logró mantener al Getafe en Primera en su temporada de debut. Conservando el bloque que aportaba un importante número de titulares a la selección nacional, contrató a los delanteros Patrick Kluivert y David Villa y al centrocampista del Arsenal, Edu. No tuvo suerte el brasileño, pues se pasó todo el curso lesionado.
Las inversiones del resto de los equipos de Primera, pese a ser importantes, no garantizaban el nivel suficiente para disputar el título, pero sí aseguraban una apretada lucha por las plazas europeas. El Atlético de Madrid se hizo con el exitoso técnico argentino Carlos Bianchi, y varios futbolistas destacados de Europa como Mateja Kezman, Maxi Rodríguez y Martin Petrov, con la misión de garantizar, junto con Fernando Torres, el acceso a Europa. La misma estrategia siguió el Sevilla: no se echó atrás al perder a Caparrós, Baptista y Sergio Ramos. Sus fichajes más destacados fueron Andrés Palop, Javier Saviola y Luis Fabiano, junto al del técnico Juande Ramos. Villarreal y Betis disfrutaron de su año de debut en la máxima competición europea manteniendo a todas sus estrellas, lo que garantiza la continuidad del espectáculo.
No lo tuvieron tan bien otros equipos acostumbrados a ganar. El Athletic Club se debilitó tras perder a Ezquerro y Asier del Horno y dejó de mirar a Europa para pasar una preocupante temporada luchando por no descender por primera vez en su historia. Lo mismo ocurrió con el Deportivo, habitual de la zona alta en los quince años anteriores. Sin su entrenador Irureta, sin sus estandartes Fran y Mauro Silva, ya retirados, y sin su "crack" Albert Luque, traspasado a última hora al Newcastle, terminó el ciclo glorioso del "SuperDepor".
Pasaron los primeros meses de la Liga y un equipo modesto con el que nadie contaba se tornaba en revelación de la Liga. Osasuna, que venía de dejar marchar a sus jugadores más destacados (Pablo García y John Aloisi), era el líder de la Liga tras diez jornadas. El equipo de Javier Aguirre se mantuvo en las posiciones altas de la clasificación durante todo el curso, disputando el campeonato a los grandes hasta que se inició la racha triunfal del F. C. Barcelona. Ocurrió en el Clásico del fútbol español: en el Estadio Santiago Bernabéu el Barcelona ganó por 0-3, con un gol de Eto'o y dos de Ronaldinho. El brasileño completó una actuación memorable y salió ovacionado por la afición madridista, algo que antes solo había logrado Diego Armando Maradona.
Los azulgrana encadenaron 14 victorias consecutivas entre octubre y enero, distanciandose de todos sus rivales. Lo consiguieron, sobre todo, con el talento de Messi y Ronaldinho y con los goles de Samuel Eto'o. Pero tuvieron que enfrentar dos grandes adversidades: la baja del camerunés durante un mes para disputar la Copa de África y una grave lesión de rodilla de Xavi que le mantuvo cinco meses fuera del terreno de juego. Paradójicamente, la baja de Xavi permitió la consolidación como titular de Andrés Iniesta, que luego se convirtió en una estrella mundial.
Pasada la mitad de la Liga, el Barça redujo sensiblemente su rendimiento, sin lograr ganar a sus competidores por el título (Valencia y Real Madrid) en la segunda vuelta, pero logró mantener el liderato con comodidad. En la Copa del Rey fue eliminado por el Zaragoza, que jugó un gran partido en La Romareda y resistió en el Camp Nou ante un Barcelona que quedó con diez tras una expulsión de Ronaldinho. El crack brasileño, encumbrado como mejor jugador del mundo con el Balón de Oro y el FIFA World Player de 2005, decepcionó en la Copa. Los aragoneses, por su parte, continuaron su camino hacia la final de Copa tras eliminar al Real Madrid con una goleada épica (6-1) en el partido de ida, que lanzó a su delantero Diego Milito al estrellato. Se vieron las caras en la final disputada en la Semana Santa contra el RCD Espanyol, que ganó cómodamente por 4-1 a un Zaragoza que llegaba como favorito.
Con la Liga sentenciada por el Barcelona con muchas jornadas de antelación, los azulgrana pudieron centrarse en Europa. Pasaron como primeros de grupo y vencieron a poderosos rivales como el Chelsea y el Milan, derrotando a ambos en sus estadios. En la final contra el Arsenal, el Barça tuvo que remontar el gol inicial de Sol Campbell. Lo logró con tantos de Eto'o y Belletti, ambos a pase de Henrik Larsson, y consiguió su segunda Copa de Europa.

### Plazas por Europa
Volviendo a la competición nacional, el Real Madrid destituyó al técnico Luxemburgo en invierno. Con resultados irregulares, incluyendo varias derrotas claves (Lyon en Champions, Valencia y Barcelona en casa) los blancos sufrían para estar entre los cuatro primeros clasificados y la afición criticaba el juego desplegado por el equipo. Juan Ramón López Caro se hizo cargo de la plantilla. No consiguió ganar títulos, pues el Madrid fue eliminado de la Champions por el Arsenal de Thierry Henry y de la Copa por el Zaragoza. Después de tres años sin trofeos, la desdicha se instaló en el Real Madrid, hasta el punto de llevar a la dimisión a su presidente, Florentino Pérez.
El Madrid, en el año en que Zinedine Zidane se retiraba del fútbol, tuvo que conformarse con la segunda plaza en un duelo con el Valencia que duró hasta la última jornada. En su enfrentamiento directo, Cañizares, meta valencianista, lo paró todo, incluso un penalti a Ronaldo, forzando un empate a cero. Contra Osasuna, revelación de la Liga, el Madrid sí cumplió. Júlio Baptista marcó el único gol del partido en El Sadar, territorio hostil para los madridistas. El Valencia, en cambio, cayó en ese mismo estadio en la última jornada y tuvo que conformarse con el tercer puesto, quedando cuarto Osasuna. David Villa, delantero valencianista, logró 25 goles y la titularidad en la selección española gracias a su rendimiento. Se quedó a un solo tanto de Samuel Eto'o, Pichichi de la temporada.
El gran damnificado por el éxito del club navarro fue el Sevilla FC. Los nervionenses hicieron un gran esfuerzo para luchar por entrar en la Liga de Campeones y se quedaron a un paso. Ganaron sus cinco últimos partidos, incluyendo dos enfrentamientos con el Barcelona y el Real Madrid. La alegría llegó a los sevillistas en la copa de la UEFA, ganando por 4-0 al Middlesbrough inglés en la final disputada en Eindhoven. Era el primer gran título internacional para el club y para el fútbol andaluz. El Celta, recién ascendido, se hizo con la sexta plaza, volviendo en solo dos años a los puestos europeos que frecuentaba no hacía tanto tiempo. En la séptima plaza quedó el Villarreal, que se centró en dejar huella en su primera participación en la Champions League; llegó hasta semifinales tras eliminar a grandes equipos como Manchester United, Glasgow Rangers e Inter de Milán. Solo un penalti fallado por Riquelme ante el Arsenal le privó de participar en la gran final.
El Betis decepcionó. Tras empezar bien el curso, logrando una digna tercera plaza en su grupo de Champions, tras Liverpool y Chelsea, acabó luchando por no descender y cayendo con estrépito en octavos de la UEFA con una goleada en casa (0-3) ante el Steaua de Bucarest. En el Atlético de Madrid los resultados no estuvieron a la altura de la inversión realizada. Carlos Bianchi fue despedido tras ganar solo cuatro partidos de 19. Con Pepe Murcia llegó una buena racha, pero insuficiente para salvar el desastre de la primera vuelta y acercarse a la cabeza. Fernando Torres se quedaba otro año más sin jugar en Europa. Por su parte, el Getafe CF, con Bernd Schuster, aunque no se clasificó para Europa, obtuvo un digno noveno puesto, por delante de equipos ilustres como Atlético, Zaragoza o Athletic. Mariano Pernía anotó diez goles, obteniendo el mejor registro anotador para un defensa desde los 16 de Ronald Koeman en la temporada 91-92.

### Descenso
Por abajo todo quedó sentenciado semanas antes de terminar la Liga. El Málaga acabó último con solo 24 puntos y cinco victorias. La temporada fue muy convulsa, con varios cargos técnicos destituidos y rebelión de jugadores, y acabó con la dimisión del presidente Serafín Roldán y la fuga de muchos futbolistas. Tras el descenso, la catarsis en el club malacitano fue de tal magnitud, que el capitán del equipo, Fernando Sanz, asumió la presidencia del club. La ciudad de Cádiz vivió como un gran acontecimiento la participación de su equipo en Primera División, pero acabó naufragando por carecer de una plantilla competitiva. La falta de gol sentenció al club andaluz. El Alavés, presidido por Dimitri Piterman, también acabó descendiendo. De nada sirvieron los múltiples cambios de entrenador realizados por el polémico empresario ucraniano. RCD Espanyol y Athletic, habituales de las plazas altas en la temporada anterior, se vieron abocados esta temporada a la lucha por la permanencia, con siguiéndola después de un final de liga lleno de tensión.

## Sistema de competición
La Primera División de 2005/06 fue organizada por la Liga Nacional de Fútbol Profesional. Como en temporadas anteriores, constó de un grupo único integrado por veinte clubes de toda la geografía española. Siguiendo un sistema de liga, los veinte equipos se enfrentaron todos contra todos en dos ocasiones -una en campo propio y otra en campo contrario- sumando un total de 38 jornadas. El orden de los encuentros se decidió por sorteo antes de empezar la competición.
La clasificación final se estableció con arreglo a los puntos obtenidos en cada enfrentamiento, a razón de tres por partido ganado, uno por empatado y ninguno en caso de derrota. En caso de empate a puntos entre dos equipos al término del campeonato, el reglamento establecía los siguientes mecanismos de desempate:
1. La mayor diferencia entre goles a favor y en contra en los enfrentamientos entre ambos.
2. La diferencia de goles a favor y en contra en todos los encuentros del campeonato.

En el caso de empate a puntos entre más de dos clubes, los sucesivos mecanismos de desempate establecidos por el reglamenteo fueron los siguientes: 
1. La mejor puntuación de la que a cada uno corresponda a tenor de los resultados de los partidos jugados entre sí por los clubes implicados.
2. La mayor diferencia de goles a favor y en contra, considerando únicamente los partidos jugados entre sí por los clubes implicados.
3. La mayor diferencia de goles a favor y en contra teniendo en cuenta todos los encuentros del campeonato.
4. El mayor número de goles a favor teniendo en cuenta todos los encuentros del campeonato.
5. El club mejor clasificado con arreglo a los baremos de fair play.

### Efectos de la clasificación
El equipo que más puntos sumó al final del campeonato fue proclamado campeón de liga. Junto con el subcampeón, obtuvo la clasificación automática para participar en la siguiente edición de la Liga de Campeones de la UEFA, accediendo directamente a la fase de grupos. 
El tercero y el cuarto obtuvieron también la clasificación para la Liga de Campeones de la UEFA 2006-07, pero entrando en competición en la fase preliminar; en la tercera ronda. 
El quinto y el sexto se clasificaron para la Copa de la UEFA 2006-07.
Los tres últimos clasificados al término del campeonato fueron descendidos a la Segunda División, de la que ascendieron, recíprocamente, los tres primeros clasificados, para reemplazar a los equipos relegados.

### Inscripción de futbolistas
Los clubes pudieron alinear a los futbolistas que previamente fueron inscritos, disponiendo de un máximo de 25 fichas federativas. De estas, solo tres podían corresponder a futbolistas extranjeros no comunitarios. En los partidos, estos tres "extracomunitarios" podían alinearse simultáneamente.
Hubo dos períodos abiertos para la inscripción de futbolistas: el primero, antes de iniciarse la competición (meses de julio y agosto) y el segundo a mitad de temporada (durante el mes de enero). Fuera de estos períodos solo se autorizaron inscripciones, de forma excepcional, cuando un jugador hubiese de causar baja por una lesión grave.
Al margen de los 25 futbolistas profesionales inscritos, los clubes pudieron alinear a los jugadores de su filial y categorías inferiores.

### Justicia deportiva
Las cuestiones de justicia deportiva fueron competencia de la Real Federación Española de Fútbol a través de sus Comités de Disciplina Deportiva: Comité de Competición, Jueces de Competición y Comité de Apelación. El Comité de Competición dictaminó semanalmente las sanciones a los futbolistas. Los jugadores fueron sancionados con un partido de suspensión en caso de acumular cinco amonestaciones a lo largo del campeonato. Igualmente, fueron suspendidos aquellos futbolistas expulsados durante un encuentro.

## Clasificación
| Pos. | Equipo              | Pts. | PJ | G  | E  | P  | GF | GC | Dif. | Clasificación 2006-07                        |
| ---- | ------------------- | ---- | -- | -- | -- | -- | -- | -- | ---- | -------------------------------------------- |
| 1    | Barcelona (C)       | 82   | 38 | 25 | 7  | 6  | 80 | 35 | +45  | Fase de grupos de la Liga de Campeones       |
| 2    | Real Madrid         | 70   | 38 | 20 | 10 | 8  | 70 | 40 | +30  | Fase de grupos de la Liga de Campeones       |
| 3    | Valencia            | 69   | 38 | 19 | 12 | 7  | 58 | 33 | +25  | Tercera ronda previa de la Liga de Campeones |
| 4    | Osasuna             | 68   | 38 | 21 | 5  | 12 | 49 | 43 | +6   | Tercera ronda previa de la Liga de Campeones |
| 5    | Sevilla             | 68   | 38 | 20 | 8  | 10 | 54 | 39 | +15  | Primera ronda de la Copa de la UEFA          |
| 6    | Celta de Vigo       | 64   | 38 | 20 | 4  | 14 | 45 | 33 | +12  | Primera ronda de la Copa de la UEFA          |
| 7    | Villarreal          | 57   | 38 | 14 | 15 | 9  | 50 | 39 | +11  | Tercera ronda de la Copa Intertoto           |
| 8    | Deportivo La Coruña | 55   | 38 | 15 | 10 | 13 | 47 | 45 | +2   |                                              |
| 9    | Getafe              | 54   | 38 | 15 | 9  | 14 | 54 | 49 | +5   |                                              |
| 10   | Atlético de Madrid  | 52   | 38 | 13 | 13 | 12 | 45 | 37 | +8   |                                              |
| 11   | Real Zaragoza       | 46   | 38 | 10 | 16 | 12 | 46 | 51 | −5   |                                              |
| 12   | Athletic Club       | 45   | 38 | 11 | 12 | 15 | 40 | 46 | −6   |                                              |
| 13   | Mallorca            | 43   | 38 | 10 | 13 | 15 | 37 | 51 | −14  |                                              |
| 14   | Real Betis          | 42   | 38 | 10 | 12 | 16 | 34 | 51 | −17  |                                              |
| 15   | Espanyol            | 41   | 38 | 10 | 11 | 17 | 36 | 56 | −20  | Primera ronda de la Copa de la UEFA          |
| 16   | Real Sociedad       | 40   | 38 | 11 | 7  | 20 | 48 | 65 | −17  |                                              |
| 17   | Racing de Santander | 40   | 38 | 9  | 13 | 16 | 36 | 49 | −13  |                                              |
| 18   | Alavés (D)          | 39   | 38 | 9  | 12 | 17 | 35 | 54 | −19  | Descenso de categoría                        |
| 19   | Cádiz (D)           | 36   | 38 | 8  | 12 | 18 | 36 | 52 | −16  | Descenso de categoría                        |
| 20   | Málaga (D)          | 24   | 38 | 5  | 9  | 24 | 36 | 68 | −32  | Descenso de categoría                        |

 Fuente: BDFutbol
Notas:
1. ↑  Espanyol se clasificó para la primera ronda de la Copa de la UEFA 2006-07 por ser campeón de la Copa del Rey 2005-06.

|                         |
|                         |
| Campeón F. C. Barcelona |
| 18.º título             |

## Resultados en detalle
| Local \ Visitante         | ALV | ATH | ATM | BAR | BET | CAD | CEL | DEP | ESP | GET | MAL | MLL | OSA | RAC | RMA | RSO | SEV | VAL | VIL | ZAR |
| ------------------------- | --- | --- | --- | --- | --- | --- | --- | --- | --- | --- | --- | --- | --- | --- | --- | --- | --- | --- | --- | --- |
| Deportivo Alavés          | —   | 0–0 | 0–1 | 0–0 | 2–0 | 0–0 | 1–0 | 1–0 | 1–1 | 3–4 | 3–2 | 0–3 | 1–2 | 2–2 | 0–3 | 3–1 | 2–1 | 0–1 | 1–1 | 0–2 |
| Athletic Club             | 0–2 | —   | 1–1 | 3–1 | 2–0 | 1–0 | 1–1 | 1–2 | 1–1 | 1–0 | 1–2 | 1–1 | 1–0 | 0–0 | 0–2 | 3–0 | 0–1 | 0–3 | 1–1 | 1–0 |
| Atlético de Madrid        | 1–1 | 1–0 | —   | 2–1 | 1–1 | 3–0 | 0–3 | 3–2 | 1–1 | 0–1 | 5–0 | 0–1 | 0–1 | 2–1 | 0–3 | 1–0 | 0–1 | 0–0 | 1–1 | 0–0 |
| F. C. Barcelona           | 2–0 | 2–1 | 1–3 | —   | 5–1 | 1–0 | 2–0 | 3–2 | 2–0 | 3–1 | 2–0 | 2–0 | 3–0 | 4–1 | 1–1 | 5–0 | 2–1 | 2–2 | 1–0 | 2–2 |
| Real Betis                | 3–0 | 1–1 | 1–0 | 1–4 | —   | 1–1 | 0–2 | 0–1 | 0–0 | 1–0 | 1–1 | 2–1 | 1–0 | 1–0 | 0–2 | 2–0 | 2–1 | 0–2 | 2–3 | 0–0 |
| Cádiz C. F.               | 0–0 | 1–0 | 1–1 | 1–3 | 1–1 | —   | 1–1 | 1–1 | 2–0 | 1–0 | 5–0 | 1–2 | 1–3 | 1–1 | 1–2 | 2–2 | 0–4 | 0–1 | 1–1 | 1–2 |
| R. C. Celta de Vigo       | 2–1 | 0–1 | 2–1 | 0–1 | 2–1 | 2–0 | —   | 0–3 | 1–0 | 1–0 | 2–0 | 2–0 | 2–0 | 0–1 | 1–2 | 1–0 | 2–1 | 0–1 | 1–0 | 4–0 |
| R. C. Deportivo La Coruña | 0–2 | 1–2 | 1–0 | 3–3 | 1–1 | 1–0 | 0–2 | —   | 1–2 | 1–0 | 2–1 | 2–2 | 0–1 | 2–0 | 3–1 | 0–1 | 0–0 | 0–1 | 0–2 | 1–1 |
| R. C. D. Espanyol         | 0–0 | 1–1 | 1–1 | 1–2 | 2–0 | 0–2 | 2–0 | 1–2 | —   | 0–2 | 3–1 | 2–0 | 2–4 | 0–2 | 1–0 | 1–0 | 5–0 | 1–3 | 1–2 | 2–2 |
| Getafe C. F.              | 2–2 | 1–1 | 0–3 | 1–3 | 1–0 | 3–1 | 1–1 | 1–2 | 5–0 | —   | 3–2 | 1–1 | 0–0 | 1–2 | 1–1 | 2–1 | 1–0 | 2–1 | 1–1 | 5–2 |
| Málaga C. F.              | 0–0 | 2–1 | 0–2 | 0–0 | 5–0 | 0–2 | 0–2 | 1–1 | 1–2 | 1–2 | —   | 0–2 | 1–2 | 2–3 | 0–2 | 3–1 | 0–2 | 0–0 | 0–0 | 0–1 |
| R. C. D. Mallorca         | 0–0 | 0–1 | 2–2 | 0–3 | 1–1 | 1–0 | 1–0 | 0–1 | 0–0 | 1–1 | 1–4 | —   | 0–1 | 0–0 | 2–1 | 5–2 | 1–1 | 2–1 | 1–1 | 3–1 |
| C. A. Osasuna             | 3–2 | 3–2 | 2–1 | 2–1 | 0–2 | 2–0 | 2–0 | 1–2 | 2–0 | 0–4 | 1–1 | 1–0 | —   | 1–1 | 0–1 | 2–0 | 1–0 | 2–1 | 2–1 | 1–1 |
| Racing de Santander       | 1–2 | 0–1 | 0–1 | 2–2 | 1–1 | 0–1 | 0–1 | 0–3 | 1–0 | 1–3 | 1–1 | 0–0 | 2–1 | —   | 2–3 | 2–2 | 2–3 | 2–1 | 1–0 | 0–0 |
| Real Madrid C. F.         | 3–0 | 3–1 | 2–1 | 0–3 | 0–0 | 3–1 | 2–3 | 4–0 | 4–0 | 1–0 | 2–1 | 4–0 | 1–1 | 1–2 | —   | 1–1 | 4–2 | 1–2 | 3–3 | 1–0 |
| Real Sociedad             | 2–1 | 3–3 | 3–2 | 0–2 | 1–1 | 2–0 | 2–2 | 2–0 | 0–1 | 3–0 | 3–0 | 2–1 | 1–2 | 1–0 | 2–2 | —   | 1–2 | 1–2 | 1–3 | 1–3 |
| Sevilla F. C.             | 2–0 | 2–1 | 0–0 | 3–2 | 1–0 | 0–0 | 1–0 | 0–2 | 1–1 | 3–0 | 3–1 | 1–1 | 0–1 | 1–0 | 4–3 | 3–2 | —   | 1–0 | 2–0 | 1–1 |
| Valencia C. F.            | 3–0 | 1–1 | 1–1 | 1–0 | 1–0 | 5–3 | 2–0 | 2–2 | 4–0 | 1–1 | 2–1 | 3–0 | 2–0 | 1–1 | 0–0 | 2–1 | 0–2 | —   | 1–1 | 2–2 |
| Villarreal C. F.          | 3–2 | 3–1 | 1–1 | 0–2 | 1–2 | 1–1 | 1–2 | 1–1 | 4–0 | 2–1 | 2–1 | 3–0 | 2–1 | 2–0 | 0–0 | 0–2 | 1–1 | 1–0 | —   | 0–0 |
| Real Zaragoza             | 3–0 | 3–2 | 0–2 | 0–2 | 4–3 | 1–2 | 1–0 | 1–1 | 1–1 | 1–2 | 1–1 | 3–1 | 3–1 | 1–1 | 1–1 | 0–1 | 0–2 | 2–2 | 0–1 | —   |

## Máximos goleadores

### Trofeo Pichichi
El trofeo al máximo goleador de la liga fue adjudicado a Samuel Eto'o, después de quedarse a un solo gol la campaña anterior. El gol que le dio el trofeo al camerunés lo anotó en el último partido frente al Athletic Club, cuando la liga estaba ya acabada, rompiendo así el empate con David Villa.

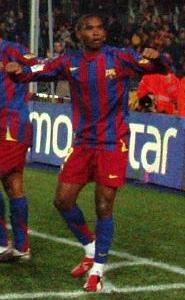
Samuel Eto'o conquistó su anhelado Trofeo Pichichi

| Pos. | Jugador             | Equipo                 | Goles | Partidos |
| ---- | ------------------- | ---------------------- | ----- | -------- |
| 1.º  | Samuel Eto'o        | Barcelona              | 26    | 36       |
| 2.º  | David Villa         | Valencia               | 25    | 37       |
| 3.º  | Ronaldinho          | Barcelona              | 17    | 36       |
| 4.º  | Diego Milito        | Real Zaragoza          | 15    | 37       |
| 5.º  | Ronaldo             | Real Madrid            | 14    | 26       |
| 6.º  | Fernando Baiano     | Celta de Vigo          | 13    | 35       |
| 7.º  | Fernando Torres     | Atlético de Madrid     | 13    | 38       |
| 8.º  | Ewerthon            | Real Zaragoza          | 12    | 38       |
| 9.º  | Juan Román Riquelme | Villarreal             | 12    | 33       |
| 10.º | Diego Tristán       | Deportivo de La Coruña | 12    | 38       |

### Trofeo Zarra
El Diario Marca instituyó esta temporada el Trofeo Zarra como reconocimiento al máximo goleador español de la temporada de Primera División. El asturiano David Villa, que se quedó a un tanto del Pichichi, fue el primer ganador de este trofeo.
| Pos. | Jugador         | Equipo                 | Goles |
| ---- | --------------- | ---------------------- | ----- |
| 1.º  | David Villa     | Valencia               | 25    |
| 2.º  | Fernando Torres | Atlético de Madrid     | 13    |
| 3.º  | Diego Tristán   | Deportivo de La Coruña | 12    |

## Otros premios

### Trofeo Zamora
José Manuel Pinto consiguió el trofeo al portero menos goleado por primera vez en su carrera, desbancando a Santiago Cañizares en la última jornada. El de Puertollano perdió la opción de ganar su quinto trofeo tras encajar dos goles en el último partido. Para optar al premio fue necesario disputar 60 minutos en, como mínimo, 28 partidos.

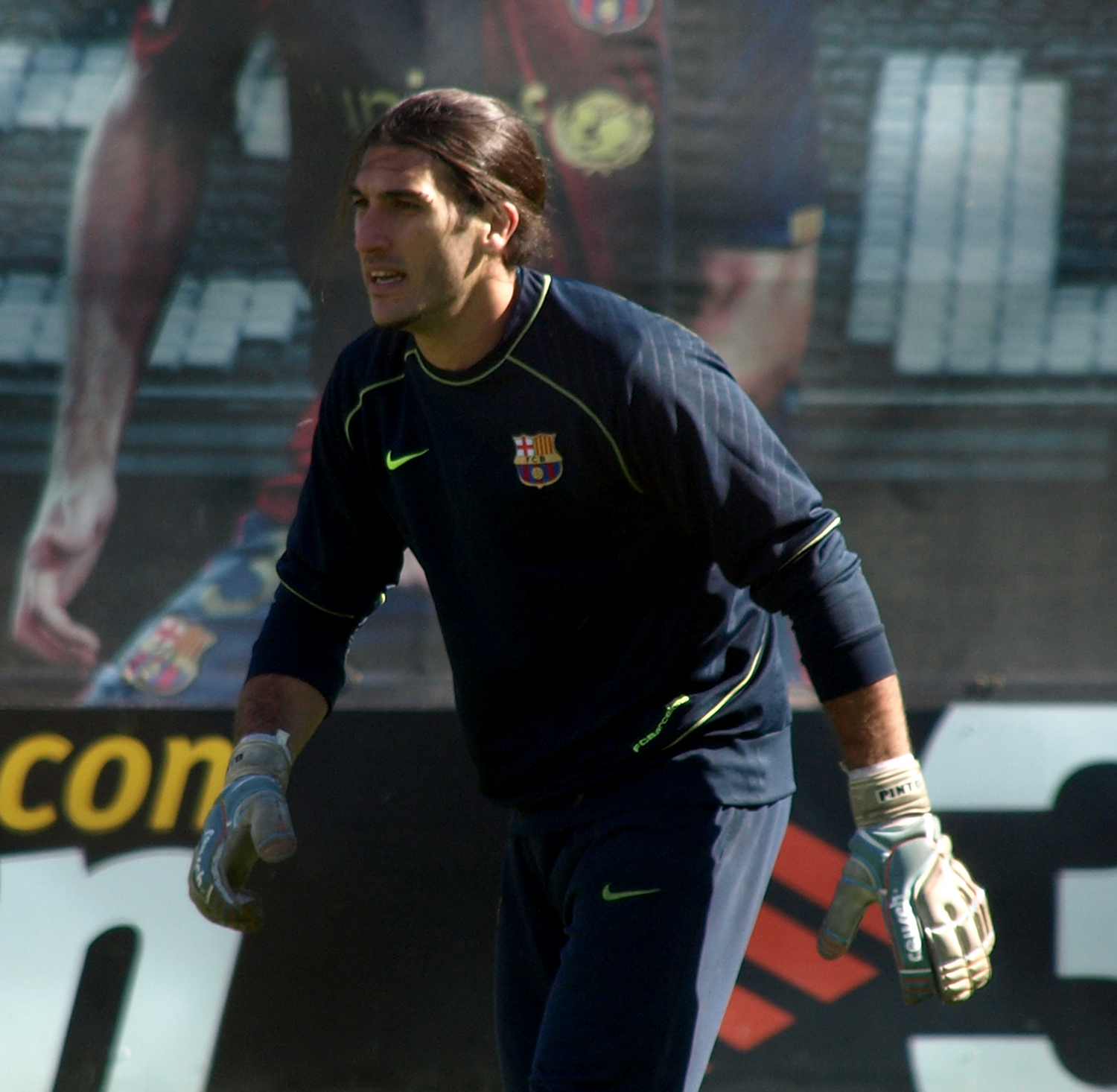
Pinto conquistó el Zamora en la última jornada

| Pos. | Jugador               | Equipo                 | Goles | Partidos | Promedio |
| ---- | --------------------- | ---------------------- | ----- | -------- | -------- |
| 1.º  | José Manuel Pinto     | Celta de Vigo          | 28    | 36       | 0,78     |
| 2.º  | Santiago Cañizares    | Valencia               | 29    | 36       | 0,81     |
| 3.º  | Víctor Valdés         | Barcelona              | 29    | 35       | 0,83     |
| 4.º  | Leo Franco            | Atlético de Madrid     | 31    | 32       | 0,97     |
| 5.º  | Iker Casillas         | Real Madrid            | 38    | 37       | 1,03     |
| 6.º  | Andrés Palop          | Sevilla                | 37    | 36       | 1,03     |
| 7.º  | Sebastián Viera       | Villarreal             | 30    | 28       | 1,07     |
| 8.º  | Ricardo López         | Osasuna                | 35    | 30       | 1,17     |
| 9.º  | José Francisco Molina | Deportivo de La Coruña | 45    | 38       | 1,18     |
| 10.º | Toni Prats            | Mallorca               | 36    | 30       | 1,20     |

### Trofeo Miguel Muñoz
El Diario Marca entregó por primera vez este premio al mejor entrenador.

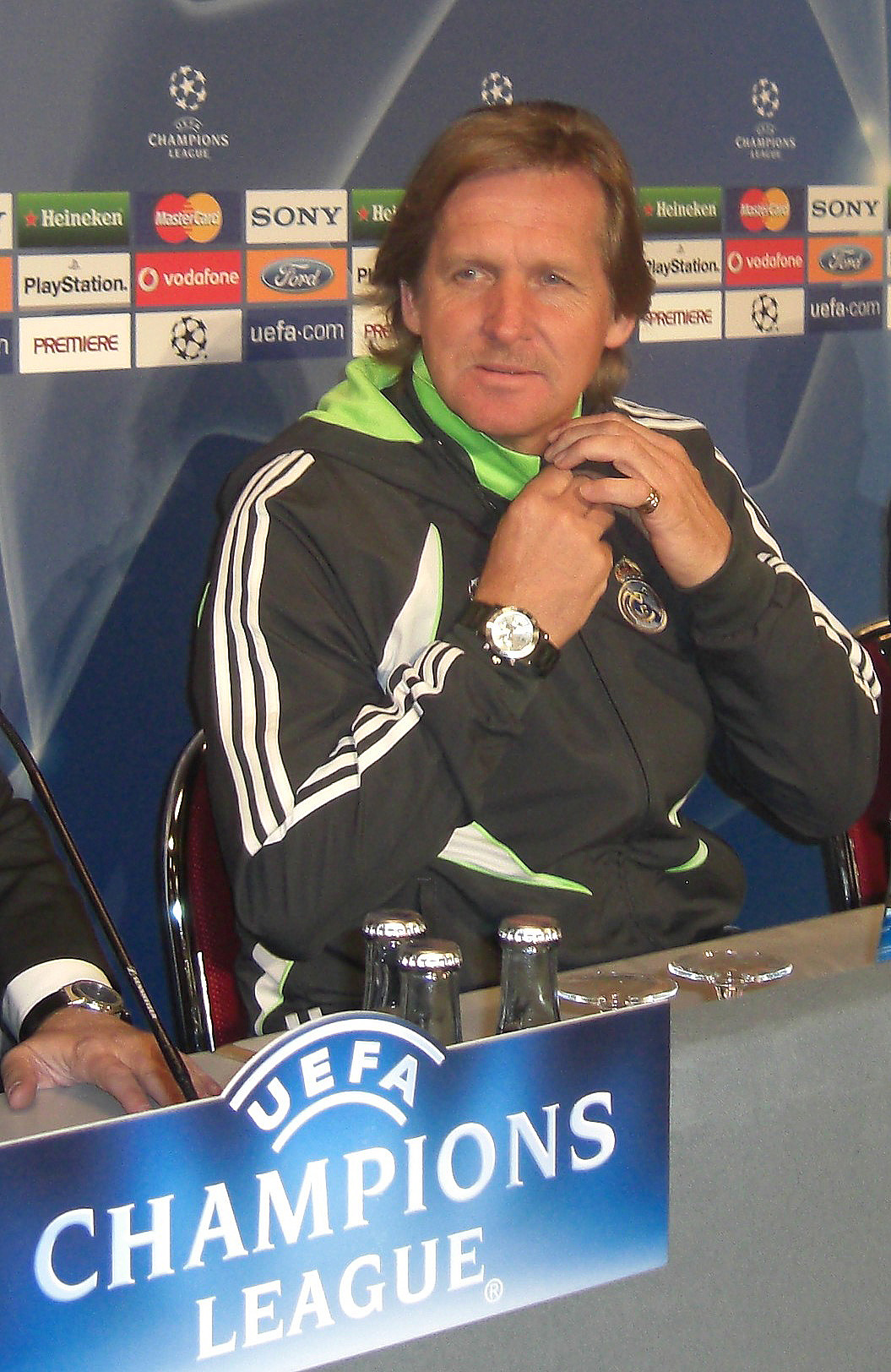
Schuster, del Getafe CF, ganador del primer Trofeo Miguel Muñoz

| Pos. | Entrenador            | Equipo    | Puntos |
| ---- | --------------------- | --------- | ------ |
| 1.º  | Bernd Schuster        | Getafe    | 63     |
| 2.º  | Frank Rijkaard        | Barcelona | 62     |
| 3.º  | Juande Ramos          | Sevilla   | 60     |
| 4.º  | Javier Aguirre        | Osasuna   | 58     |
| 5.º  | Quique Sánchez Flores | Valencia  | 56     |

### Trofeo Guruceta
| Pos. | Árbitro (colegio)        | Puntos | Partidos | Coeficiente |
| ---- | ------------------------ | ------ | -------- | ----------- |
| 1.º  | Víctor Esquinas Torres   | 18     | 10       | 1,80        |
| 2.º  | Alberto Undiano Mallenco | 25     | 17       | 1,47        |
| 3.º  | Alfonso Pino Zamorano    | 18     | 14       | 1,29        |

### Trofeo EFE
| Pos | Jugador        | Equipo           | Puntos |
| --- | -------------- | ---------------- | ------ |
| 1.º | Pablo Aimar    | Valencia CF      | 205    |
| 2.º | Mariano Pernía | Getafe           | 204    |
| 3.º | Juan Arango    | Mallorca         | 203    |
| 4.º | Ronaldinho     | Barcelona        | 198    |
| 5.º | Dani Alves     | Sevilla          | 197    |
|     | Diego Milito   | Real Zaragoza    | 197    |
|     | Nené           | Deportivo Alavés | 197    |

### Premio Don Balón
- Mejor equipo: Barcelona
- Mejor jugador:  Ronaldinho (Barcelona)
- Mejor jugador español:  David Villa (Valencia)
- Mejor jugador extranjero:  Ronaldinho (Barcelona)
- Mejor pasador:  Ronaldinho (Barcelona)
- Mejor veterano:  Santiago Cañizares (Valencia)
- Jugador revelación:  Raúl Albiol (Valencia)
- Mejor entrenador:  Frank Rijkaard (Barcelona)
- Mejor árbitro:  Manuel Enrique Mejuto González
- Mejor directivo:  Fernando Roig (Villarreal)

### Premio Juego Limpio
El Barcelona obtuvo por primera vez el premio otorgado por la Real Federación Española de Fútbol al fair play.
| Pos. | Club          | Puntos |
| ---- | ------------- | ------ |
| 1.º  | Barcelona     | 86     |
| 2.º  | Valencia      | 98     |
| 3.º  | Celta de Vigo | 99     |

## Entrenadores
| Equipo                 | Entrenador (jornadas)                                                         |
| ---------------------- | ----------------------------------------------------------------------------- |
| Deportivo Alavés       | Chuchi Cos (1-18) Juan Carlos Oliva (19-23) Mario Luna (24-38)                |
| Athletic Club          | José Luis Mendilibar (1-10) Javier Clemente (11-38)                           |
| Atlético de Madrid     | Carlos Bianchi (1-18) José Murcia (18-38)                                     |
| Barcelona              | Frank Rijkaard (1-38)                                                         |
| Real Betis             | Lorenzo Serra Ferrer (1-38)                                                   |
| Cádiz                  | Víctor Espárrago (1-38)                                                       |
| Celta de Vigo          | Fernando Vázquez (1-38)                                                       |
| Deportivo de La Coruña | Joaquín Caparrós (1-38)                                                       |
| Espanyol               | Miguel Ángel Lotina (1-38)                                                    |
| Getafe                 | Bernd Schuster (1-38)                                                         |
| Málaga                 | Antonio Tapia (1-21) Manolo Hierro (22-38)                                    |
| Mallorca               | Héctor Cúper (1-23) Gregorio Manzano (24-38)                                  |
| Osasuna                | Javier Aguirre (1-38)                                                         |
| Racing de Santander    | Manolo Preciado (1-34) Nando Yosu (35-38)                                     |
| Real Madrid            | Vanderlei Luxemburgo (1-14) Juan Ramón López Caro (15-38)                     |
| Real Sociedad          | José María Amorrortu (1-21) Gonzalo Arkonada (22-29) José Mari Bakero (30-38) |
| Sevilla                | Juande Ramos (1-38)                                                           |
| Valencia               | Quique Sánchez Flores (1-38)                                                  |
| Villarreal             | Manuel Pellegrini (1-38)                                                      |
| Real Zaragoza          | Víctor Muñoz (1-38)                                                           |